# Sant Valentí de Vilallonga
Sant Valentí de Vilallonga és una església parroquial al terme municipal de Sant Martí Sesgueioles (Anoia) inclosa a l'Inventari del Patrimoni Arquitectònic de Catalunya.
L'església parroquial de Sant Martí té la curiositat de tenir el campanar a l'altra banda del poble a mig pendent del Puig. Aquest campanar ara aïllat, es feu amb l'església antiga del 1550. És un edifici, en el cas de l'església, de pedra ben tallada que fou apujat segons pla del mestre de cases Marc Godier del 1692 i executat per Joan Reinald el 1708. Té planta quadrada, es troba realitzada amb pedra tallada, i compta amb quatre finestres d'arc de mig punt a la part superior a cada cara. Està coronada per una balustrada i un element de ferro en forma de cúpula on hi ha les campanes algunes de les quals són del segle xviii. A la base de la torre es poden endevinar encara les traces de l'antiga església.
Forma part de l'antiga església edificada el 1550 de la qual resten dempeus un pany de paret, al fons del que era la nau, i el campanar que recolza en aquesta paret. El campanar no era tan alt, l'any 1708 J. Reinald el va aixecar 29 pams seguint un projecte realitzat el 1692 pel mestre de cases Marc Godien, autor també del pla de l'església. El 1963 es va portar a terme la reconstrucció sota la tutela del Reverend J. Pujol i els mestres d'obres V. Giralt i J. Lloret segons una inscripció en el contrafort de l'angle del campanar.
La primera menció que es fa del lloc de Sant Martí amb l'església o "domum Sti. Martini" i amb cases edificades a la vora es produeix el 1068 en una venda de terres i vinyes feta als comtes Ramon Berenguer I i Almodis. Aquesta i altres compres el portaren a esdevenir domini reial, mentre que la resta del terme romangué en mans dels nobles.